# 法得寺
法得寺（ほうとくじ）は、広島県広島市西区にある真言宗の寺院。
山号は光恵山（こうけいざん）。本尊は不動明王。

## 歴史
本尊を「叶不動尊」とし1981年（昭和56年）に広島市西区に開創。多くの人々の尽力により、1989年（平成元年）には現在の鉄筋コンクリート構造の3階建ての伽藍が建設された。以来、『庚午のお不動さん』として地域の方々に厚く信仰されている。
現在では、通常の先祖供養、護摩行や仏事等の儀礼のほか、瞑想教室やヨガ教室、経典学習など文化活動などの講座も意欲的に行われている。

## 境内
- 本堂 - 3階にある[1]。
- お百度場 - 弘法大師空海と四国八十八ヶ所の各本尊を祀る[1]。
- 滝 - 人工[1]
- 永代庫[1]
- 奥之院『法照山 泉光寺』 広島県廿日市市栗栖188-14にある。毎月末の月例護摩と、秋の大祭として毎年10月に「大柴燈護摩供（火渡り式）」を行っている[1]。

## 行事
出典
- 1月 元旦護摩
- 2月 星まつり（節分会）
- 3月 春季彼岸会、学業増進文珠祈祷
- 4月 開創法恩法会
- 8月 盂蘭盆会
- 9月 秋季彼岸会
- 11月 炎の祭典柴燈護摩
- 12月 大晦日滅罪祈祷会

## 交通アクセス
- 広島電鉄宮島線「古江駅」から徒歩15分。
- 広島高速3号線「商工センター出入口」からすぐ[1]。